# Ovansjö församling
Ovansjö församling är en församling i Gästriklands kontrakt i Uppsala stift. Församlingen ingår i Ovansjö-Järbo pastorat och ligger i Sandvikens kommun i Gävleborgs län.

## Administrativ historik
Församlingen har medeltida ursprung. 1622 utbröts Högbo församling och 1862 Järbo församling.
Församlingen var tidigt moderförsamling i pastoratet Ovansjö och Årsunda, för att från 1500-talet till 1622 utgöra ett eget pastorat. Från 1622 till 1869 var församlingen moderförsamling i pastoratet Ovansjö och Högbo som 1862 utökades med Järbo församling. Församlingen utgjorde ett eget pastorat från 1869 till 2000 då församlingen åter blev annexförsamling i pastoratet Ovansjö och Järbo.
Före 1971 var församlingen delad av kommungräns och därför hade den två församlingskoder, 210300 (från 1967 210301) för delen i Ovansjö landskommun och 216000 (från 1967 216001) för delen i Storviks köping.

## Organister
| Ämbetstid | Namn                | Levnadstid | Övrigt    |
| --------- | ------------------- | ---------- | --------- |
| 1960–1964 | Nils Olof Bergström | 1908–      | Organist. |

## Kyrkor
- Ovansjö kyrka
- Hammarby kapell
- Storviks kyrka
- Stensätra kyrka